# Герб комуни Геллефорс
Герб комуни Геллефорс (швед. Hällefors kommunvapen) — символ шведської адміністративно-територіальної одиниці місцевого самоврядування комуни Геллефорс. 

## Історія
Герб ландскомуни Геллефорс отримав королівське затвердження 1942 року. З 1950 року використовувався торговельним містечком (чепінгом) Геллефорс. 
Після адміністративно-територіальної реформи, проведеної в Швеції на початку 1970-х років, муніципальні герби стали використовуватися лишень комунами. Цей герб був перебраний для нової комуни Геллефорс.
Герб комуни офіційно зареєстровано 1974 року.

## Опис (блазон)
У срібному полі синій тригорб зі срібним хвилястим стовпом, з якого виходить червоне полум’я, вгорі праворуч — синій півмісяць ріжками вгору, ліворуч — такий же алхімічний знак заліза.

## Зміст
Мотив герба походить з печатки з 1685 року, але до неї ще додано алхімічний знак заліза. Полум’я символізує гірничі розробки. Півмісяць і алхімічний знак вказують на видобуток і обробку срібла та заліза.